# 실용주의 윤리
실용주의 윤리는 규범적 철학적 윤리 와 메타 윤리의 이론이다. 존 듀이와 같은 윤리적 실용주의자들은 일부 사회가 과학의 진보에 도달한 방식 도덕적으로 진보했다고 믿는다. 과학자들은 가설이 참인 것처럼 행동한다는 의미에서 가설의 참에 대한 탐구를 추구하고 가설 을 받아들일 수 있다. 그럼에도 불구하고 그들은 미래 세대 가 과학을 발전시킬 수 있고, 따라서 미래 세대가 수용된 가설(적어도 일부)을 개선하거나 대체할 수 있다고 생각한다. 마찬가지로 윤리적 실용주의자들은 규범, 원칙, 도덕적 기준이 탐구의 결과로 개선될 가능성이 있다고 생각한다.

과학자들이 미래의 연구가 그것을 대체할 것으로 기대하면서도 가설이 사실인 것처럼 행동하는 것이 적절하듯이, 윤리적 실용주의자들은 다양한 다른 규범적 접근(예: 결과주의, 의무론적 윤리, 미덕 윤리 )을 실행하는 것이 적절할 수 있음을 인정한다. 그러나 사람들이 그러한 접근 방식, 즉 그러한 이론을 가정하지 않는 담론의 자유를 넘어 발전할 수 있도록 하는 메커니즘의 필요성을 인정한다. 따라서 사회 혁신 을 목표로 하는 실용 윤리의 실천 은 존 스튜어트 밀이 "삶에서의 실험"이라고 부른 것으로 다른 규범적 접근의 실천을 보완한다.  
Hugh LaFollette에 따르면 실용 윤리는 이론적으로 다른 규범적 접근 방식과 다르다.
1. 도덕을 이루는 주체로서 고독한 개인이 아닌 사회에 주목한다.[4] Dewey의 말에 따르면 "모든 행위는 ... 사회적이다".[5]
2. 수정 가능성을 넘어서는 알려진 도덕적 기준을 가지고 있지 않다.[4] 실용주의 윤리는 객관적이지 못한 상대주의적인 것으로 오해될 수 있지만 [4] 실용주의자들은 과학에 대해서도 마찬가지라고 말할 수 있지만 귀납적 및 가설 연역적 과학이 우리의 인식론적 표준이라는 이유로 이 비판에 반대한다.[6] 윤리적 실용주의자는 과학 탐구와 마찬가지로 자신의 노력이 객관적인 것을 향해 수렴된다는 근거에서 객관적이라고 주장할 수 있다.[7]
3. 그것은 주어진 사회의 한 시대에 도덕적 판단이 받아들여질 수 있도록 허용한다. 비록 그 사회가 발전한 후에 그것이 받아들여지기를 멈출 것이다(또는 다른 사회에서 이미 거부될 수 있음).[4] 노예제 폐지로 이어진 노예제도에 대한 도덕적 판단의 변화는 도덕적 탐구와 옹호를 통한 도덕적 판단의 향상의 한 예이다.[8]

## 메모
1. ↑  Liszka 2005.
2. ↑  Mill 1863.
3. ↑  Anderson 1991.
4. 1 2 3 4 5 6  LaFollette 2000.
5. ↑  Dewey 1922.
6. ↑  On inductive and hypothetico-deductive methods and their relation to pragmatist metamethodology, see: Nola & Sankey 2007
7. ↑  Almeder 1983.
8. ↑  Anderson 2015.

## 같이 보기
- 응용윤리학

## 참고 문헌
- Almeder, Robert F. (1983). “Scientific progress and Peircean utopian realism”. 《Erkenntnis》 20 (3): 253–280. doi:10.1007/BF00166389. JSTOR 20010883. S2CID 120899446.
- Anderson, Elizabeth S. (October 1991). “John Stuart Mill and experiments in living”. 《Ethics》 102 (1): 4–26. doi:10.1086/293367. JSTOR 2381719. S2CID 170339697.
- Anderson, Elizabeth S. (November 2015). “Moral bias and corrective practices: a pragmatist perspective”. 《Proceedings and Addresses of the American Philosophical Association》 89: 21–47. JSTOR 43661501.
- Bellah, Robert N.; Madsen, Richard; Sullivan, William M.; Swidler, Ann; Tipton, Steven M. (2008) [1985]. 《Habits of the heart: individualism and commitment in American life》. Berkeley: University of California Press. ISBN 9780520254190. OCLC 154697787.
- Benjamin, Martin (2005). “Moral reasoning, moral pluralism, and the classroom” (PDF). 《Philosophy of Education Archive》: 23–36. 2019년 7월 16일에 원본 문서 (PDF)에서 보존된 문서.
- Dean, Tim (2012). “Evolution and moral diversity” (PDF). 《The Baltic International Yearbook of Cognition, Logic and Communication》 7. doi:10.4148/biyclc.v7i0.1775. 2017년 8월 14일에 원본 문서 (PDF)에서 보존된 문서. 2022년 7월 22일에 확인함.
- Dean, Tim (September 2014). 《Evolution and moral ecology》 (Ph.D. thesis). Sydney: University of New South Wales. OCLC 1031063481.
- Dewey, John (1922). 《Human nature and conduct: an introduction to social psychology》. New York: Henry Holt and Company. OCLC 14779049.
- Hertzke, Allen D.; McRorie, Chris (1998). 〈The concept of moral ecology〉.   Lawler, Peter Augustine; McConkey, Dale. 《Community and political thought today》. Westort, CT: Praeger. 1–26쪽. ISBN 9780275960964. OCLC 38732164.
- Kroll, Barry M. (Autumn 1997). “Arguing about public issues: what can we learn from practical ethics?”. 《Rhetoric Review》 16 (1): 105–119. doi:10.1080/07350199709389083. JSTOR 465966.
- LaFollette, Hugh (2000). 〈Pragmatic ethics〉.   LaFollette, Hugh. 《The Blackwell guide to ethical theory》. Blackwell philosophy guides. Oxford, UK; Malden, MA: Wiley-Blackwell. 400–419쪽. ISBN 9780631201182. OCLC 41645965.
- Liszka, James (2005). “What is pragmatic ethics?”. 《american-philosophy.org》. 2008년 11월 20일에 원본 문서에서 보존된 문서. 2011년 7월 1일에 확인함.
- Mill, John Stuart (1863) [1859]. 《On liberty》. Boston: Ticknor and Fields. OCLC 4458249.
- Nola, Robert; Sankey, Howard (2007). 《Theories of scientific method: an introduction》. Philosophy and science 2. Montréal: McGill–Queen's University Press. doi:10.4324/9781315711959. ISBN 9780773533448. OCLC 144602109.